# 李愛賢
丹斯里李愛賢（1951年—），是馬來西亞著名企業家，馬來西亞首三大種植公司——吉隆坡甲洞集團總執行長，也是橡膠大王李萊生的兒子。2015年，李愛賢及弟弟李孝賢被福布斯評選為馬來西亞2015年第十富豪。

## 生平
李愛賢祖籍廣東梅縣瓜洲，1951年出在馬來亞霹靂州怡保。由於從小受到家族产產業特性的影響，他在馬來亞大學選擇農業為主修專業。
後來獲得美國哈佛商業學校商業管理碩士學位，1974年加入吉隆甲洞集團，由底層開始做起。他的成績備受公司上下肯定，於是在1985年正式進入董事局。
在父親逝世后，李愛賢和兩個弟弟——李孝賢和李順賢，聯手打理家業。
李愛賢以收購股權或聯營方式、增購新種植地與業務，以致力擴大吉隆坡甲洞的事業藍圖並多元化事業。他大力在印尼開拓種植事業，並取得卓越的成效。
李愛賢後期較為大膽的經營手法顯然與父親有些不同，也因為這勇敢作風，他在過去4年取得不少顯著成就，其中，2010財政年淨利自2007財政年的6億9千400萬令吉躍升到10億1千200萬令吉，意味每年複合成長率高達13%。
另外，儘管不斷多元化公司業務至其他領域，以降低依賴單一領域的風險，李愛賢仍與其父親一樣，在許多種植業者紛紛放棄農業品生產的核心業務並轉向投資產業發展，他對種植業始終如一。

## 其他
李愛賢曾被选为馬來西亞棕油推廣理事會主席、馬來西亞可可局主席、馬來西亞棕油研究學院和馬來西亞農業大學理事會成員。
李愛賢是祖籍廣東梅縣的客家人，他曾出任霹靂州嘉應會館的會長。 他也是馬來西亞中華總商會的名譽會長。
李愛賢也熱心捐助華教教育發展。